# Sándor Szurmay

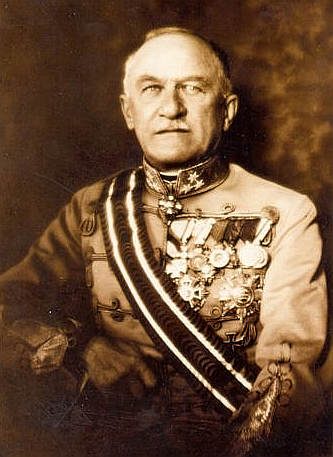
Sándor Szurmay in 1918 als minister van Defensie

Vitéz baron Sándor Szurmay de Uzsok (Boksánbánya, 19 december 1860 – Boedapest, 26 februari 1945) was een Hongaars legerofficier en politicus die van 1917 tot 1918 de Hongaarse defensieminister was.

## Biografie
Na een loopbaan bij de keizerlijk-koninklijke spoorwegmaatschappij koos Szurmay in 1882 voor een militaire carrière. Na zijn opleiding aan de Ludovika-academie trad hij toe tot de koninklijk-Hongaarse Honvéd. In 1889 werd hij bevorderd tot luitenant.
In augustus 1917 ontving hij het ridderkruis in de Orde van Maria Theresia. Tegen november 1917 had hij de rang van Generaal der Infanterie bereikt en werd hij defensieminister in de regering-István Tisza II. Hij eiste officieel een afsplitsing van de Hongaarse Honvéd en de Oostenrijkse Landwehr in twee aparte formaties. Ondanks herhaaldelijk aandringen op de afsplitsing op een kroonraad voorgezeten door de nieuwe koning en een raad van maarschalken, slaagde hij er niet in dit doel te verwezenlijken.
In 1921 ging hij met pensioen en schreef hij werken over militaire onderwerpen, maar ook over de jacht en reptielen. In 1929 ontving hij de titel vitéz en wij hij opgenomen in de Vitézi Rend (Orde der Dapperen) en werd in 1927 ook lid van het Magnatenhuis. In 1941 werd hij nog tot kolonel-generaal benoemd.